# Бой у Кап-Корса
Бой у Кап-Корса 10 июля 1684 года — сражение между французским линейным кораблем «Ле-Бон» и 35 испано-генуэзскими галерами у берегов Северной Корсики в ходе Франко-испанской войны 1683—1684 годов.
Летом 1684 года, после бомбардировки Генуи, французский генерал галер герцог де Мортемар получил приказ заняться поиском испанских галер в Тирренском море, при встрече требовать от них приветствия, а в случае отказа — атаковать. 15 июня Мортемар сообщил госсекретарю по морским делам маркизу де Сеньеле, что испанцы сосредоточили свои силы в Неаполе, на Сицилии и Сардинии, и что к ним присоединились генуэзские галеры.
10 июля 35 галер, огибавших полуостров Кап-Корс, столкнулись с французским 50-пушечным линкором «Ле-Бон», эскортировавшим флейты с боеприпасами. Судном командовал потомственный моряк из Ренна барон Фердинан де Реленг, экипаж состоял из 400 человек.
12 галер маркиза Чентурионе атаковали француза с кормы, откуда им отвечали несколько каронад, а другие бросились наперерез. Огнем кормовых орудий «Ле-Бон» сумел нанести значительные потери экипажам Чентурионе, и, поддерживаемый слабым бризом, смог поймать усиление ветра и совершить разворот, встав бортом к галерам противника. Когда француз лег под ветер, шесть испанских галер во главе с судном «Ла-Реале» пытались взять его на абордаж, но их порыв был остановлен мощными орудийными залпами. Развернувшись еще раз, «Ле-Бон» прорезал строй противника, ведя огонь с обоих бортов, и в три часа пополудни, после пятичасового боя сумел вырваться и взять курс на Ливорно.
С сильными повреждениями, но непобежденный, линкор вошел в ливорнскую гавань. Тридцать испанских галер бросились за ним в погоню. Обнаружив корабль противника, испанцы потребовали от стоявшего рядом голландского судна уйти с линии огня, но голландец благородно отказался это сделать и передал испанцам, что после первого же выстрела с их стороны он поддержит француза своими орудиями.
Испанцам пришлось уйти из Ливорно. На борту «Ле-Бона» было 90 убитых и раненых. При дворе действия Реленга поначалу были расценены как крайне неудачные, ибо он не смог защитить эскортируемые флейты. Барона бросили в Тулонскую башню, а его судно передали под команду другого офицера, но вскоре он был освобожден и признан «одним из самых храбрых и предприимчивых капитанов».
Сесарео Фернандес Дуро в V томе своей «Испанской армады» подтверждает число галер, приведенное у французских авторов (5 испанских, 8 неаполитанских, 3 сицилийских, 2 сардинских, 6 галер герцога Турси, и еще три галеры и две больших лодки, к которым присоединились 8 галер генуэской синьории), но указывает на то обстоятельство, что галеры имели слабую артиллерию и были гораздо хуже защищены, а стало быть, должны рассматриваться как вспомогательные единицы, в то время как трехпалубный 54-пушечный линкор имел перед ними фактическое огневое преимущество, сводившее на нет их численное и маневренное превосходство.